# Álvaro López
Álvaro Gonzalo López Parra (Santiago; 4 de noviembre de 1979) es un músico, vocalista, guitarrista y compositor chileno, conocido por ser la principal voz de la banda de rock alternativo Los Bunkers. También fue vocalista y guitarrista de la banda López.

## Primeros años
Hijo de Manuel López (fallecido en 2021) y Patricia Parra, y hermano mayor de Gonzalo. Nació en 1979 en Santiago de Chile. Vivió hasta los 6 años en la capital chilena, para luego mudarse junto a su familia a Concepción y luego Talcahuano. Al llegar a Concepción estudió en la Escuela Particular N°57 Prieto Cruz de Lorenzo Arenas (actualmente Colegio Santa Luisa)  y más tarde en el Colegio Salesiano de Concepción.
Estuvo casado con Millaray Viera, (hija del fallecido cantante Gervasio) y el 4 de octubre de 2008 tuvieron a su hija Julieta en México. Se separaron en 2011.
Su padre Manuel López falleció en septiembre de 2021 mientras se encontraba en Colombia como participante del programa Master Chef.

## Carrera musical

### Carrera con Los Bunkers
En el Colegio Salesiano de Concepción conoce a Francisco Durán y lo invita a formar parte de su banda, la cual tendría varios nombres, entre ellos Los Paranoias y La Pol Chefer Band, que también tendría en sus filas a su hermano Gonzalo. Tres años más tarde, junto con Gonzalo, Francisco y Mauricio Durán y el baterista Manuel Lagos forman Los Bunkers que tuvieron un debut exitoso en la Universidad Técnica Federico Santa María de Talcahuano. En el 2000 emigran a Santiago excepto Lagos quien se quedaría en Concepción. En Santiago con Gonzalo viven en la casa de sus abuelos en Recoleta y ahí invitan a un amigo de Mauricio, Mauricio Basualto a que integrara la batería de la banda. En 2008 se radicaron en la capital de México. Luego en 2014, tras 15 años de carrera y siete discos de estudio, Los Bunkers deciden tomar un receso indefinido. Álvaro junto a su hermano Gonzalo y a Mauricio Basualto se devuelven a Chile a mediados de ese año, manteniéndose los hermanos Durán radicados en el país azteca.

### Carrera solista

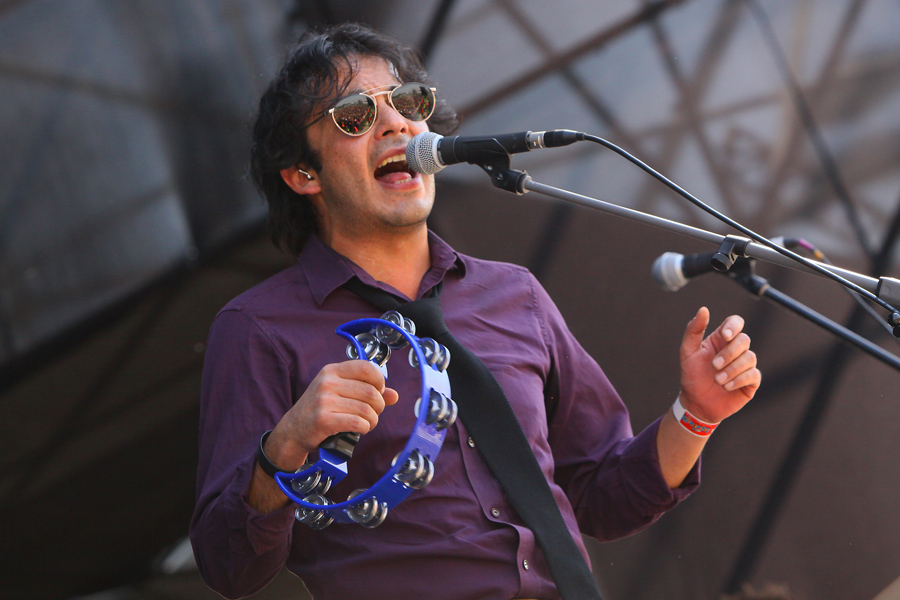
López en 2011.

En 2010 empieza su carrera solista, para poder mostrar sus composiciones que en la banda eran descartadas, presentándose en mini conciertos en bares de la Ciudad de México. En 2014, con receso de actividades de la banda, se especuló que saldrá su primer trabajo físico del cantante.
En cuanto a participaciones, el cantante fue invitado por la banda de cumbia mexicana Los Ángeles Azules para su concierto sinfónico. Y en 2014 por la banda independiente chilena Los Verdaderos Cabrera, liderada por su excuñado Lincoyán Viera, y donde grabó una versión de un tema de Gervasio.

## Composiciones
Como compositor, López ha escrito algunos temas menores del grupo, eclipsado mayormente por la dupla de hermanos compositores Mauricio y Francisco Durán, quienes han escrito más de 60 canciones para la banda. Sus primeras composiciones fueron coescritas con otros miembros de la banda: «Buscando cuadros» (coescrita con Francisco Durán), «Nada me importa» (coescrita con Francisco Durán y Mauricio Durán), pero su primera composición propia fue «Quiero descansar». Todas esas canciones aparecieron en el primer álbum de la banda. En el segundo álbum participó de la composición de «Dulce final» (coescrita con Francisco Durán). En Barrio Estación, después de dos discos se vuelve a incluir un tema de su propia autoría, llamada «El tiempo que se va». En el último disco de la banda, Álvaro compuso la canción que lleva por nombre «No!».
| Los Bunkers (2001) - «Buscando cuadros» - «Nada me importa» - «Quiero descansar» |  | Canción de lejos (2002) - «Dulce final» |  | Barrio Estación (2008) - «El tiempo que se va» |  | La velocidad de la luz (2013) - «No!» |

## Discografía

### Con Los Bunkers
- 2000 - Jamás
- 2001 - Los Bunkers
- 2002 - Canción de lejos
- 2003 - La culpa
- 2005 - Vida de perros
- 2008 - Barrio Estación
- 2010 - Música libre
- 2013 - La velocidad de la luz
- 2023 - Noviembre
- 2024 - Los Bunkers MTV Unplugged

### Con López
- 2016, López, Vol. I

### Colaboraciones
- 2012, «Baila conmigo» (del álbum Los Verdaderos Cabrera de Los Verdaderos Cabrera).[7]
- 2014 «Juventud» (del álbum Cómo Te Voy a Olvidar de Los Ángeles Azules)

## Televisión
Durante el 2015, López se desempeña como entrenador en la primera temporada del programa The Voice Chile de Canal 13, rol que volvería a repetir el 2016, en la segunda temporada de dicho programa.
- 2015 - 2016, The Voice Chile.[9] (Canal 13)
- 2016, REC: Rock en Conce (Canal 13C)
- 2021, MasterChef Celebrity Chile (Canal 13 (Chile)